# Jean Eynaud de Faÿ
Jean Eynaud, puis Eynaud de Faÿ, né le 10 mars 1907, au logis de Coudreuse à Chantenay-Villedieu, et mort le 18 septembre 1992 à Hyères, est un contre-amiral français.

## Biographie

### Origine familiale
Issu d'une famille d'ancienne bourgeoisie originaire de Provence,, Jean Albert Marie Eynaud de Faÿ est le fils de Pierre Eynaud (1875-1934) et de Geneviève de Benoist ; il a pour grands-pères Léopold Eynaud (1838-1904), polytechnicien, officier de marine, directeur de la Construction navale, puis du Génie Maritime, et Jules de Benoist (1842-1904), général.
Il est le frère de Jacques Eynaud de Faÿ et de Marie-Agnès Eynaud (1909), moniale à Ryde.

### Formation
Entré à l'École navale en 1926, Jean Eynaud de Faÿ est spécialiste des transmissions.

### Début de carrière
Chef du service transmissions du croiseur Colbert au moment de l'armistice, il passe sur le Dupleix l'année suivante.
Après le sabordage, il est placé en congé d'armistice au printemps 1943, date à laquelle il s'installe à Angers, où il devient secrétaire général de l'Union provinciale de la Corporation Paysanne.

### Résistance
Comme pour beaucoup de ses camarades mis en congé d'armistice, son nouvel emploi civil lui sert de couverture, tandis qu'il s'engage dans la Résistance active. Il devient, en effet, en avril 1943, chef de l'Organisation civile et militaire (OCM) du département de Maine-et-Loire puis, en novembre 1943 de la même année, chef départemental de l'Organisation de résistance de l'armée (ORA) sous le pseudonyme Rousseau.
En avril 1944, il est nommé commandant des Forces françaises de l'intérieur (FFI) du département de Maine-et-Loire (près de 4000 hommes).
En août, ses hommes sont versés dans le 135e régiment d'infanterie, et participent activement à la libération d'Angers, de Retz et du Mans.

### Suite de carrière
Le mois suivant, Eynaud de Faÿ réintègre la Marine et en sortira contre-amiral.

## Décorations
- Commandeur de la Légion d'honneur
- Croix de guerre des T.O.E.
- Médaille de la Résistance (décret du 14 juin 1946)
- Medal of Freedom